# Рокуново
Рокуново — деревня в Никольском районе Вологодской области.
Входит в состав Зеленцовского сельского поселения, с точки зрения административно-территориального деления — в Зеленцовский сельсовет.
Расстояние по автодороге до районного центра Никольска — 65 км, до центра муниципального образования Зеленцово — 5 км. Ближайшие населённые пункты — Синицыно, Шилово, Россохино.
По переписи 2002 года население — 133 человека (59 мужчин, 74 женщины). Всё население — русские.